# Merkheperre
Merkheperre là một pharaoh Ai Cập thuộc giai đoạn cuối của Vương triều thứ 13 trong thời kỳ Chuyển Tiếp thứ Hai, ông cai trị trong khoảng thời gian từ năm 1663 TCN và 1649 TCN. Như vậy Merkheperre sẽ cai trị Thượng Ai Cập từ Thebes hoặc Trung và Thượng Ai Cập từ Memphis. Vào thời điểm đó, khu vực miền đông châu thổ sông Nile nằm dưới sự thống trị của vương triều thứ 14.

## Chứng thực
Merkheperre xuất hiện trong cuộn giấy cói Turin, một bản danh sách vua được biên soạn vào giai đoạn đầu thời đại Ramesses. Theo nhà Ai Cập học Kim Ryholt, cuộn giấy này ghi lại tên ngai của ông ở cột thứ 8, dòng 17 (Gardiner entry 7.22 ). Cuộn giấy cói Turin bị hư hại ở mục chứa giai đoạn cuối của vương triều thứ 13 và độ dài triều đại của Merkheperre đã bị mất
Merkheperre còn được chứng thực nhờ vào hai hiện vật có niên đại thuộc vào triều đại của ông: một quả cân được đánh bóng bằng đá phiến xám mang đồ hình của ông, ngày nay nằm tại bảo tàng Petrie UC 16372 và một con dấu bọ hung khắc tên của ông. Mặc dù con dấu bọ hung này được chấp nhận là bằng chứng của Merkheperre bởi Darrell Baker, Jürgen von Beckerath, Stephen Quirke và những người khác, Kim Ryholt lại bác bỏ điều này. Ryholt chỉ ra rằng nó không có các biểu trưng và dấu hiệu của hoàng gia cũng như các đặc điểm về phong cách của nó lại khác biệt với những con dấu hoàng gia khác của vương triều thứ 13. Thay vào đó, Ryholt đề xuất rằng con dấu này đơn giản miêu tả Khepri đang đẩy mặt trời.

## Vị trí trong biên niên sử
Vị trí chính xác trong biên niên sử của Merkheperre không được biết chắc chắn do tình trạng hư hại của cuộn giấy cói Turin chỉ cho phép sự phục dựng mang tính phỏng đoán đối với giai đoạn cuối của vương triều thứ 13. Theo Ryholt thì ông là vị vua thứ 47 của vương triều này, trong khi Baker coi ông là vị vua thứ 46 và von Beckerath là vị vua thứ 57. Tất cả đều đồng ý rằng ông đã được kế vị bởi Merkare, tuy nhiên von Beckerath đề xuất rằng tiên vương của ông là Mershepsesre Ini II, trong khi một bản phục dựng mới gần đây của cuộn giấy cói Turin đã khiến cho Ryholt và Baker đề xuất rằng tiên vương của ông là Mer[...]re.